# Chlorodrepana cryptochroma
Chlorodrepana cryptochroma es una especie de polilla de la familia Geometridae. La especie fue descrita por primera vez por Louis Beethoven Prout habiendo sido descrita en 1913, con distribución en Camerún. El holotipo de la especie fue descrita en el golfo Kaviro, del entonces Protectorado de África Oriental, entre Kenia y Uganda.

## Descripción
C. cryptochroma es una polilla mediana con una envergadura de unos 32 milímetros (1,3 plg). La cabeza y los palpos son negros, con la base inferior más clara y más rojiza. Las antenas son color ocre. El tórax superior es verde. El abdomen escasamente crestado y de color marrón, dorsalmente moteado de negruzco.

### Alas
Es una especie muy distinta, completamente sin los bordes distales descoloridos de las otras especies de Chlorodrepana. Se diferencia también de las otras especies del género en que tiene el ala anterior verde en toda su extensión y un verde más intenso que el resto del género. El ala posterior es verde con excepción de una amplia zona costal de color salmón. La parte inferior del ala posterior es ocre, con una fuerte irritación negruzca. El ala anterior cuenta con una mancha apical negra.
En el ala anterior cuenta con R' sin maslo o astil, M' con maslo apenas perceptible.: Notas 1  El ala es de color verde azulado intenso y uniforme, con el borde costal de color salmón. El ala posterior la línea M apenas cuenta con maslo, es de color verde azulado intenso, con el área costal que va hasta la mitad de la celda y R de color salmón.: Notas 1 
La superficie inferior es de color ocre. El ala anterior, con excepción de los márgenes y una mancha apical mal definida, se ve fuertemente irritada con negruzco. La base de la costa y la mayor parte del área submedia es algo más rojiza. El ala posterior es muy similar, de color salmón pero bastante libre de irritación negruzca y ligeramente teñida de rojizo.